# Bud Eley
William Keith "Bud" Eley (Detroit, Míchigan; 14 de enero de 1975) es un exjugador de baloncesto estadounidense. Con 2,08 metros de altura, jugaba de pívot. Durante toda su carrera, ha destacado en la faceta rebotadora y en su capacidad de trabajo en equipo. 

## Trayectoria
Se formó como jugador en el High School Martin Luther King de su ciudad natal, Detroit, y más tarde, tras su paso por la Universidad Estatal del Sudeste de Misuri jugó para los Southeast Missouri Redhawks de la NCAA donde permaneció durante 4 temporadas.
Tan pronto como finalizó su formación universitaria decidió marcharse al baloncesto europeo, donde el Besiktas le dio la oportunidad de firmar su primer contrato profesional. Tras cuajar una excelente temporada con este club en la que terminó como máximo anotador del campeonato turco con 23,9 puntos de media por partido fichó por el Fenerbahçe Ülkerspor de la misma liga.
En la temporada 2002/03 se marcha a España tras fichar por el Auna Canarias de la liga ACB. En España jugaría un total de 186 partidos repartidos en cinco temporadas. Entremedias disputó la liga italiana enrolado en las filas del Scavolini Pesaro club con el que llegó a alcanzar el subcampeonato de Copa.
Tras consumarse el descenso a la LEB Oro con el ViveMenorca, la temporada 2009/10 la jugó en la liga iraní, como miembro de la plantilla del Mahram Teherán.
En agosto de 2010 se confirma su regreso a España tras fichar por el Melilla Baloncesto de la LEB Oro, segunda competición en importancia del país, aunque nunca llegó a debutar con el equipo melillense ya que en un partido de pretemporada se rompió el tendón de Aquiles y se perdió toda la competición.